# Santa Fe (provincie)
 Santa Fe  is een van de 23 provincies van Argentinië, gelegen in het noorden van het land. De provincie grenst vertrekkende van het noorden en vervolgens in wijzerszin aan volgende provincies: Chaco, Corrientes, Entre Ríos, Buenos Aires, Córdoba en Santiago del Estero. De Paranárivier vormt de grens met de provincies Corrientes en Entre Rios.
De provincie is genoemd naar haar hoofdstad, de stad Santa Fe.

## Departementen
De provincie Santa Fe is onderverdeeld in negentien departementen (departamentos). 

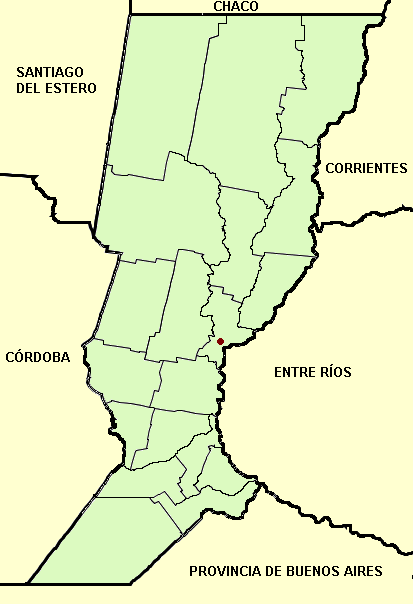
Bestuurlijke indeling van de provincie Santa Fe en haar hoofdstad

| Nr. | Departement | Departement      | Hoofdplaats        | Inwoners  | Oppervlakte |
| --- | ----------- | ---------------- | ------------------ | --------- | ----------- |
| 1   |             | Belgrano         | Las Rosas          | 44.788    | 2.386 km²   |
| 2   |             | Caseros          | Casilda            | 82.100    | 3.449 km²   |
| 3   |             | Castellanos      | Rafaela            | 178.092   | 6.600 km²   |
| 4   |             | Constitución     | Villa Constitución | 86.910    | 3.225 km²   |
| 5   |             | Garay            | Helvecia           | 21.625    | 3.964 km²   |
| 6   |             | General López    | Melincué           | 191.024   | 11.558 km²  |
| 7   |             | General Obligado | Reconquista        | 176.410   | 10.928 km²  |
| 8   |             | Iriondo          | Cañada de Gómez    | 66.675    | 3.184 km²   |
| 9   |             | La Capital       | Santa Fe           | 573.448   | 3.055 km²   |
| 10  |             | Las Colonias     | Esperanza          | 104.946   | 6.439 km²   |
| 11  |             | Nueve de Julio   | Tostado            | 29.832    | 16.870 km²  |
| 12  |             | Rosario          | Rosario            | 1.342.619 | 1.890 km²   |
| 13  |             | San Cristóbal    | San Cristóbal      | 68.878    | 14.850 km²  |
| 14  |             | San Javier       | San Javier         | 30.959    | 6.929 km²   |
| 15  |             | San Jerónimo     | Coronda            | 80.840    | 4.282 km²   |
| 16  |             | San Justo        | San Justo          | 40.904    | 5.575 km²   |
| 17  |             | San Lorenzo      | San Lorenzo        | 157.255   | 1.867 km²   |
| 18  |             | San Martín       | Sastre             | 63.842    | 4.860 km²   |
| 19  |             | Vera             | Vera               | 51.494    | 21.096 km²  |

Buenos Aires · Catamarca · Chaco · Chubut · Córdoba · Corrientes · Entre Ríos · Formosa · Jujuy · La Pampa · La Rioja · Mendoza · Misiones · Neuquén · Río Negro · Salta · San Juan · San Luis · Santa Cruz · Santa Fe · Santiago del Estero · Tucumán · Vuurland, Antarctica en Zuid-Atlantische eilanden
De Argentijnse hoofdstad Buenos Aires valt als federaal district buiten de provinciale indeling.